# Suguru Hino
Suguru Hino (født 29. juli 1982) er en tidligere japansk fodboldspiller.
Han har spillet for flere forskellige klubber i sin karriere, herunder Gamba Osaka, FC Gifu og Tokushima Vortis.